# Farsta
Farsta – dzielnica (stadsdel) Sztokholmu, położona w jego południowej części (Söderort) i wchodząca w skład stadsdelsområde Farsta. Graniczy z dzielnicami Fagersjö, Hökarängen, Sköndal, Larsboda i Farsta strand.
Według danych opublikowanych przez gminę Sztokholm, 31 grudnia 2020 r. Farsta liczyła 14 255 mieszkańców. Powierzchnia dzielnicy wynosi łącznie 2,46 km², z czego 4 hektary stanowią wody jeziora Drevviken.
Farsta jest jedną ze stacji na zielonej linii (T18) sztokholmskiego metra.